# Holdemar Menezes
Holdemar Oliveira de Menezes (Aracati, 13 de dezembro de 1921 — Florianópolis, 19 de agosto de 1996) foi um médico, professor, escritor e político brasileiro.

## Vida
Nasceu em Aracati, no Ceará, sendo o terceiro filho de Ezequiel Silva de Menezes e Otília Oliveira de Menezes. Mudou-se para o Rio de Janeiro, onde, em 1949, se formou na então Universidade do Brasil, hoje Universidade Federal do Rio de Janeiro (UFRJ). Sua especialidade era ginecologia e obstetrícia. Durante a graduação, participou do movimento político estudantil e foi membro da União Metropolitana dos Estudantes do Estado do Rio de Janeiro (UMES) e da União Nacional dos Estudantes (UNE).
Em 1950, casou-se com a pianista Hilda Cardoso de Menezes, com quem teve três filhos. Terminada a residência no Hospital da Gamboa, no Rio, foi para Santa Catarina, onde iniciou efetivamente a carreira profissional. Em São Francisco do Sul, foi cirurgião-diretor do Hospital de Nossa Senhora de Nazaré e diretor do Hospital de Caridade. Em Araquari, foi chefe do posto de saúde local. Em Florianópolis, foi diretor da Maternidade Carmela Dutra.
Na área da saúde, ocupou ainda os cargos de delegado estadual do Serviço de Assistência Médica Domiciliar e de Urgência (SAMDU) e chefe da divisão médica do Instituto de Aposentadorias e Pensões dos Estivadores e Transportes de Cargas (IAPETC).
Lecionou Medicina Legal na Universidade Federal de Santa Catarina (UFSC) e Biologia Educacional na Universidade do Estado de Santa Catarina (UDESC).
Dedicou grande parte de sua vida à escrita, mesmo sem nunca ter sido escritor em tempo integral. Em 1972, foi agraciado com o Prêmio Jabuti (um dos mais respeitados da literatura brasileira) por seu livro A Coleira de Peggy. É considerado um imortal pela Academia Catarinense de Letras (ACL).
Atuou também no jornalismo, colaborando com o jornal O Estado e a revista A Verdade.

## Carreira política
Exerceu a vereança na Câmara Municipal de São Francisco do Sul.
Pelo Partido Trabalhista Brasileiro (PTB), foi deputado estadual na Assembleia Legislativa de Santa Catarina na 5ª legislatura (1963 — 1967), como suplente convocado.